# Lars Hessner
Lars Otto Hessner, född 13 maj 1949 i Engelbrekts församling i Stockholm, död 25 augusti 2008 i Danderyds församling i Stockholms län, var en svensk managementkonsult och författare. 
Lars Hessner är son till direktören Hans Hessner och Christina Petterson. Uppvuxen i Djursholm avlade han studentexamen vid Djursholms samskola 1968. Efter tjänstgöring i London för Glaxokoncernen studerade han vid Institute of Marketing och efter en tid som säljare vid AB Stille-Werner blev han marknadschef vid Thorsmans i Nyköping.
Han grundade företaget Hessners AB och tillsammans med Peter Bolinder företaget Hessner & Bolinder AB. Hessners och Bolinders undersökningsmetod för ett gott arbetsklimat har bland annat uppmärksammats i Svenska Dagbladet.
Hessner undervisade också vid IHM Business School i Stockholm under ett antal år.
Lars Hessner var författare till två böcker om ledarskap, Ledare eller bara chef (IHM Publishing, 1993), vilken sålt i över 10 000 exemplar, och Lönsamt ledarskap (TUK Förlag, 2009). Den senare boken färdigställdes av Anna Tufvesson och utgavs ett halvår efter hans död.